# Haager Landkriegsordnung
Die Haager Landkriegsordnung (HLKO) ist die Anlage zu dem während der ersten Friedenskonferenz in Den Haag beschlossenen zweiten Haager Abkommen von 1899 „betreffend die Gesetze und Gebräuche des Landkriegs“, das 1907 im Rahmen der Nachfolgekonferenz als viertes Haager Abkommen in leicht geänderter Fassung erneut angenommen wurde. Sie ist das wichtigste der im Rahmen dieser Konferenzen entstandenen Haager Abkommen und damit neben den Genfer Konventionen ein wesentlicher Teil des humanitären Völkerrechts. Die Haager Landkriegsordnung enthält für den Kriegsfall Festlegungen zur Definition von Kombattanten, zum Umgang mit Kriegsgefangenen, zu Beschränkungen bei der Wahl der Mittel zur Kriegsführung, zur Verschonung bestimmter Gebäude und Einrichtungen von sozialer und gesellschaftlicher Bedeutung, zum Umgang mit Spionen, für Kapitulationen und Waffenstillstandsvereinbarungen sowie zum Verhalten einer Besatzungsmacht in einem besetzten Territorium. Zum Umgang mit verletzten und erkrankten Soldaten verweist die Haager Landkriegsordnung auf die erste Genfer Konvention in den Fassungen von 1864 beziehungsweise 1906.
Der Haupttext des zugehörigen Abkommens umfasst fünf (1899) beziehungsweise neun (1907) Artikel, in denen neben anderen verfahrensrechtlichen Aspekten die Anwendbarkeit sowie die Umsetzung reguliert sind. Die Haager Landkriegsordnung als Anlage dazu ist mit 60 (1899) beziehungsweise 56 (1907) Artikeln deutlich umfangreicher und enthält die Festlegungen zu den Gesetzen und Gebräuchen des Landkrieges. Vertragspartei der Fassung von 1899 wurden 51 Staaten, der Fassung von 1907 traten 38 Staaten bei. Insgesamt sind 53 Länder mindestens einer der beiden Fassungen beigetreten. Depositar aller Haager Abkommen sind die Niederlande.
Die Haager Landkriegsordnung ist für die Vertragsparteien und ihre Nachfolgestaaten in den Beziehungen untereinander weiterhin gültiges Vertragsrecht. Ihre Prinzipien gelten darüber hinaus seit einigen Jahrzehnten als Völkergewohnheitsrecht. Sie sind damit auch für Staaten und nichtstaatliche Konfliktparteien bindend, die dem Abkommen nicht explizit beigetreten sind. Darüber hinaus sind wesentliche Teile der Haager Landkriegsordnung in den später abgeschlossenen vier Genfer Abkommen von 1949, ihren zwei Zusatzprotokollen von 1977 sowie der Haager Konvention zum Schutz von Kulturgut bei bewaffneten Konflikten von 1954 erweitert und präzisiert worden. Die Haager Landkriegsordnung ist damit neben ihrer gewohnheitsrechtlichen Bedeutung auch der historische Ausgangspunkt wesentlicher vertragsrechtlicher Teile des gegenwärtigen humanitären Völkerrechts.

## Rechtshistorische Entwicklung

### Die Brüsseler Konferenz von 1874

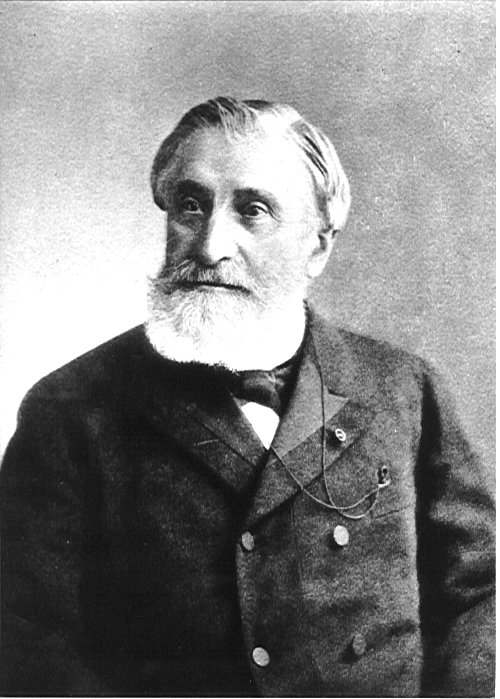
Gustave Moynier

Der erste Versuch, Regeln zur Kriegführung in Form eines völkerrechtlichen Vertrages festzulegen, war die Brüsseler Konferenz von 1874. Zehn Jahre zuvor war mit der Genfer Konvention von 1864 erstmals ein verbindliches Abkommen abgeschlossen worden, das kriegführende Staaten zur Behandlung und Versorgung von verwundeten Soldaten verpflichtete. Krieg wurde zur damaligen Zeit beim Vorliegen eines Kriegsgrundes noch als gerechtfertigtes Mittel zur Lösung von zwischenstaatlichen Konflikten angesehen, ein als „ius ad bellum“ bezeichnetes Recht zum Kriege galt als unbestritten. Darüber hinaus herrschte allgemein die Auffassung, dass die nähere Zukunft eine Reihe von unvermeidbaren Kriegen bringen würde. Aus dem Erfolg der Genfer Konferenz von 1864 resultierte bei vielen führenden Persönlichkeiten in Politik und Militär in Europa aber auch die Haltung, dass – auch unter militärischen Gesichtspunkten – eine Regulierung und „Humanisierung“ des Krieges durch ein „ius in bello“, ein Recht im Kriege, sinnvoll wäre.

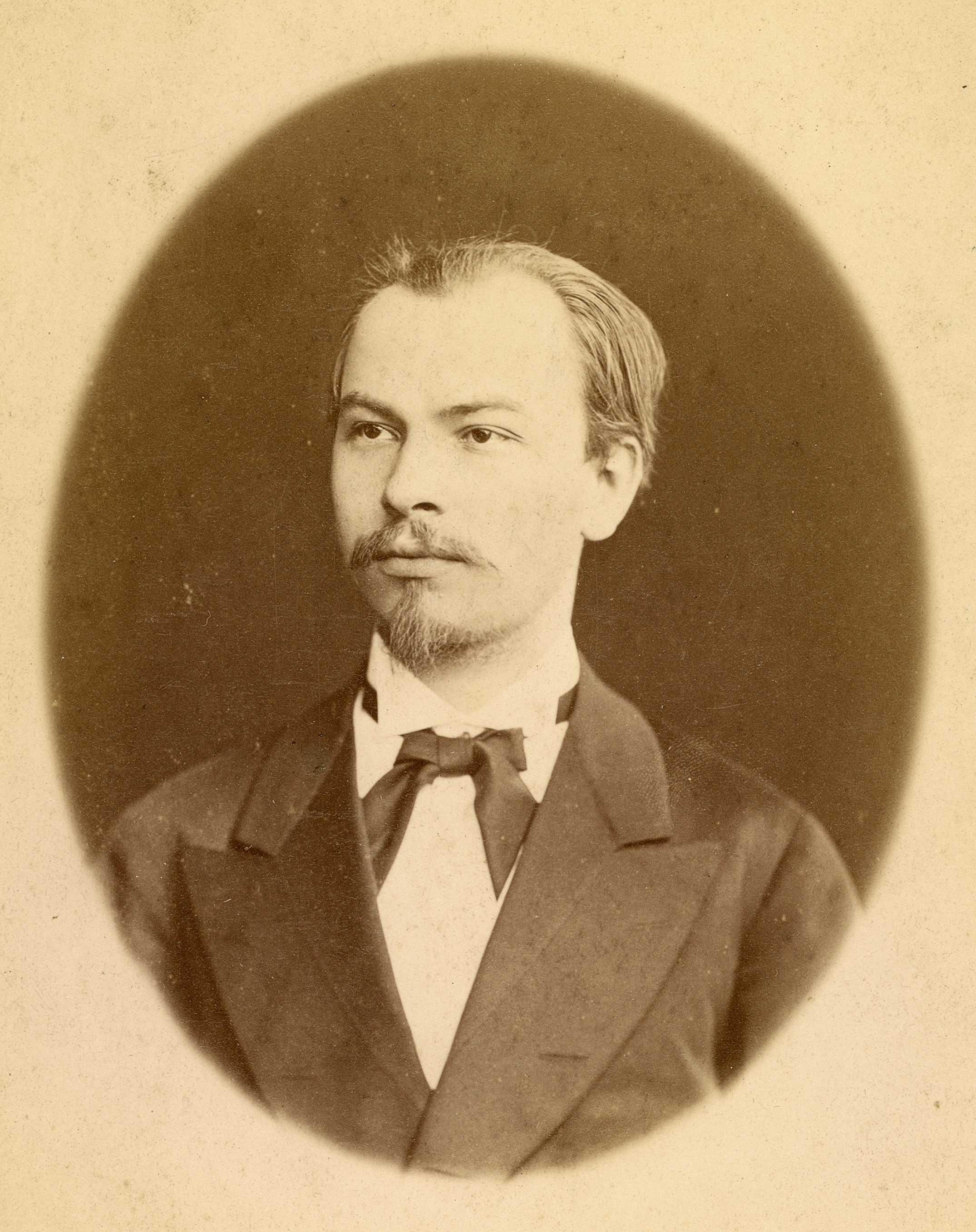
Friedrich Fromhold Martens, etwa 1878

Vom 27. Juli bis zum 27. August 1874 fand dann auf Initiative des russischen Zaren Alexander II. in Brüssel eine Konferenz statt, an der Vertreter von insgesamt 15 Staaten Europas teilnahmen. Der russische Völkerrechtsexperte Friedrich Fromhold Martens hatte für diese Konferenz einen aus 71 Artikeln bestehenden Entwurf für eine Konvention ausgearbeitet. Die auf der Konferenz anwesenden Delegierten nahmen schließlich eine auf diesem Vorschlag basierende Deklaration „über die Gesetze und Gebräuche des Krieges“ an, die aus 56 Artikeln bestand. Sie wurde jedoch in den folgenden Jahren von keinem Land ratifiziert und erlangte damit nie den Status eines völkerrechtlichen Vertrages. Dies lag zum einen am Charakter und der Bewertung der Konferenz selbst. Diese war von der russischen Regierung einseitig und ohne vorherige Konsultationen mit anderen Staaten organisiert worden und hatte letztendlich mehr der Selbstdarstellung der europäischen Königshäuser gedient als dem ernsthaften Unterfangen, eine völkerrechtlich verbindliche Vereinbarung abzuschließen. Sinn und Zweck der Konferenz waren deshalb zum Teil unklar geblieben, so dass auch die teilnehmenden Länder der Konferenz aus verschiedenen Gründen mehrheitlich skeptisch bis ablehnend gegenüberstanden. Zum anderen befürchteten die meisten kleineren Länder, dass die in der Deklaration von Brüssel enthaltenen Regeln einseitig den Interessen der Großmächte dienen würden.
Das ein Jahr vor der Brüsseler Konferenz gegründete Institut de Droit international (Institut für Völkerrecht) versuchte diese Probleme zu lösen, indem es 1880 unter dem Titel „Manuel des lois de la guerre sur terre“ ein als Oxford Manual bezeichnetes Handbuch zu den Regeln des Landkrieges veröffentlichte, das vom Genfer Juristen Gustave Moynier ausgearbeitet worden war. Es war im Wesentlichen eine Zusammenfassung der Brüsseler Deklaration von 1874, der Genfer Konvention von 1864 sowie einiger weiterer gewohnheitsrechtlicher Regelungen. Das Handbuch sollte als Vorlage dienen für entsprechende gesetzliche Regelungen im nationalen Recht der einzelnen Staaten, wurde jedoch diesbezüglich nahezu vollständig ignoriert.

### Die Haager Friedenskonferenzen von 1899 und 1907

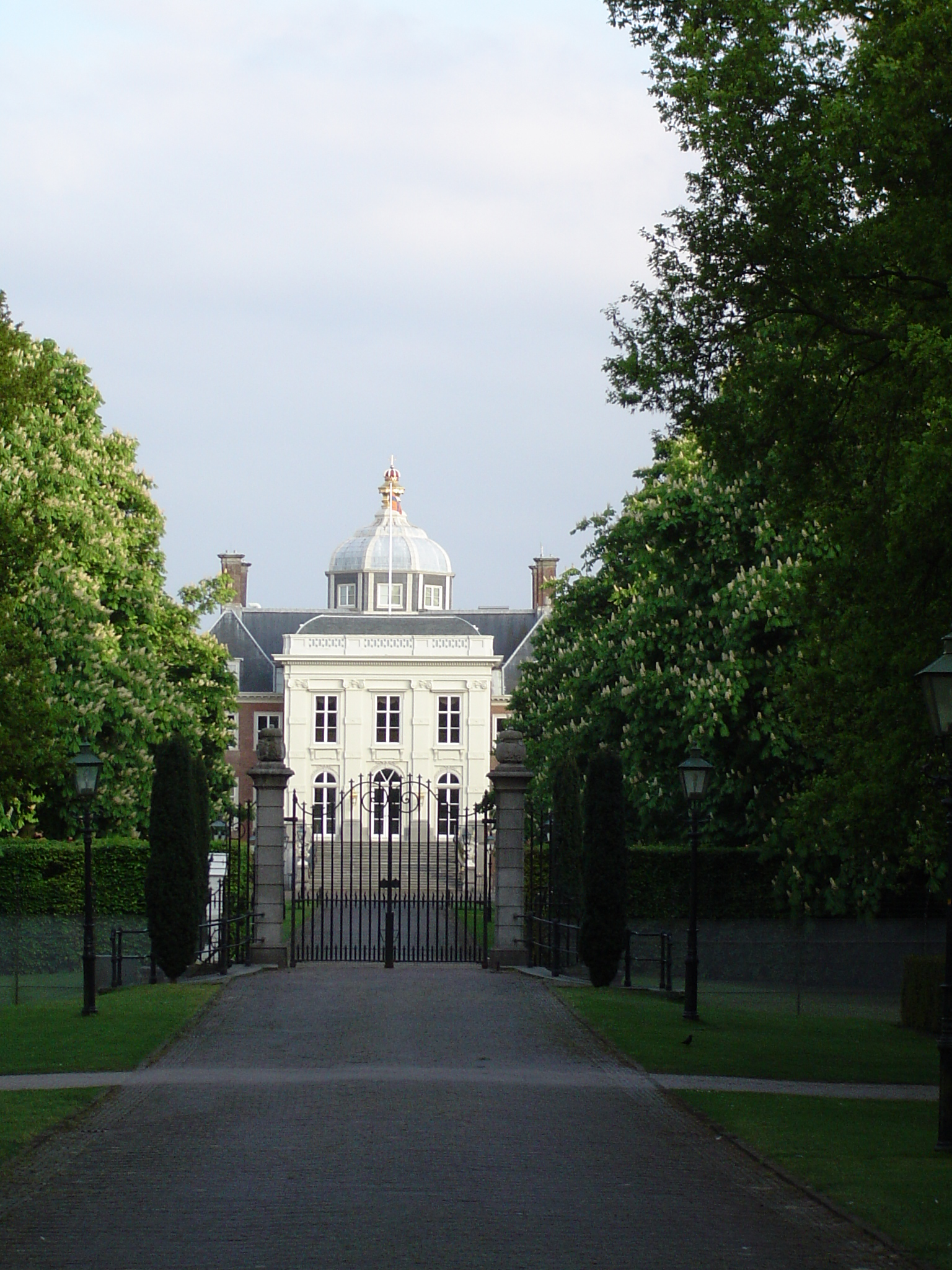
Das Huis ten Bosch, Tagungsort der Ersten Haager Friedenskonferenz im Jahr 1899

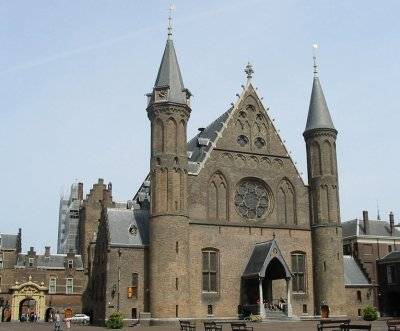
Der Rittersaal in Den Haag, Tagungsort der Zweiten Haager Friedenskonferenz im Jahr 1907

Vom 18. Mai 1899 bis zum 29. Juli 1899 fand dann auf Einladung der niederländischen Königin Wilhelmina in Den Haag die erste Haager Friedenskonferenz statt, an der 108 Vertreter von insgesamt 29 Staaten teilnahmen. Den Anstoß zu dieser Konferenz hatte der russische Zar Nikolaus II. gegeben. Die russische Wirtschaft war durch den Rüstungswettlauf mit dem Deutschen Reich und dem Vereinigten Königreich immens belastet; wahrscheinlich erhoffte sich der Zar von erfolgreichen Verhandlungen, diese Belastung abmildern zu können. Die Öffentlichkeit in den europäischen Ländern zeigte im Vorfeld der Konferenz ein erhebliches Interesse. Dies galt insbesondere für die in verschiedenen Gesellschaften und Initiativen organisierte Friedensbewegung unter der Führung von Bertha von Suttner, aber auch für diverse religiöse Gruppen und in einigen Fällen auch einfache Volksinitiativen auf der Ebene von Gemeinden und Städten, die sich in unzähligen Resolutionen und Aufrufen an ihre Regierungen wandten und die Einberufung der Konferenz befürworteten. Den Teilnehmern der Konferenz wurden Sammlungen von rund 100.000 Unterschriften aus Belgien und rund 200.000 Unterschriften aus den Niederlanden vorgelegt, die das Anliegen der Konferenz im Bereich der Rüstungsbegrenzung und gewaltfreien Konfliktlösung unterstützten.
Ein Rundschreiben der russischen Regierung von Dezember 1898 nannte die Revision und die Annahme der Deklaration von Brüssel ausdrücklich als Ziele der Konferenz. Friedrich Fromhold Martens war an der Organisation der Haager Friedenskonferenz wesentlich beteiligt und während der Konferenz Präsident des Komitees zu den Regeln und Gebräuchen des Krieges. Da die später von der Konferenz verabschiedete Konvention „betreffend die Gesetze und Gebräuche des Landkriegs“, die in ihrer Anlage die Haager Landkriegsordnung enthielt, nahezu vollständig auf der Brüsseler Deklaration von 1874 und damit auf dem Entwurf von Martens basierte, gilt er als geistiger Vater der Haager Landkriegsordnung und damit als Begründer des Haager Zweiges des humanitären Völkerrechts.
Ein zweites wichtiges Abkommen neben der Konvention „betreffend die Gesetze und Gebräuche des Landkriegs“, das in diesem Rahmen abgeschlossen wurde, war eine Konvention „betreffend die Anwendung der Grundsätze der Genfer Konvention vom 22. August 1864 auf den Seekrieg“. Drei weitere Beschlüsse der Konferenz betrafen ein auf fünf Jahre befristetes Verbot des Einsatzes von Geschossen und Sprengstoffen aus der Luft, ein Verbot der Verwendung von erstickenden oder giftigen Gasen, sowie ein Verbot des Gebrauchs von Deformationsgeschossen. Der Konvention „betreffend die Gesetze und Gebräuche des Landkriegs“, bestehend aus fünf Artikeln im Haupttext und 60 Artikeln zu den Durchführungsbestimmungen im Anhang, traten nach und nach 51 Staaten als Vertragsparteien bei, davon 25 als Unterzeichnerstaaten des Abkommens am 29. Juli 1899. Neben Frankreich, dem Vereinigten Königreich, Russland und den USA gehörten auch das Deutsche Reich und Österreich-Ungarn zu den Unterzeichnerstaaten. Beide wurden am 4. September 1900 Vertragspartei, die Schweiz trat dem Abkommen am 20. Juni 1907 bei. Das Inkrafttreten der Haager Landkriegsordnung etablierte im humanitären Völkerrecht drei grundlegende Prinzipien:
1. auch in einem bewaffneten Konflikt existiert zu keinem Zeitpunkt ein völlig rechtsfreier Raum oder eine Situation ohne jegliche Gesetze,
2. es existieren Beschränkungen bei der Wahl der Mittel zur Kriegführung und
3. Zivilpersonen, andere Nichtkombattanten und zivile Einrichtungen sind so weit wie möglich zu verschonen.

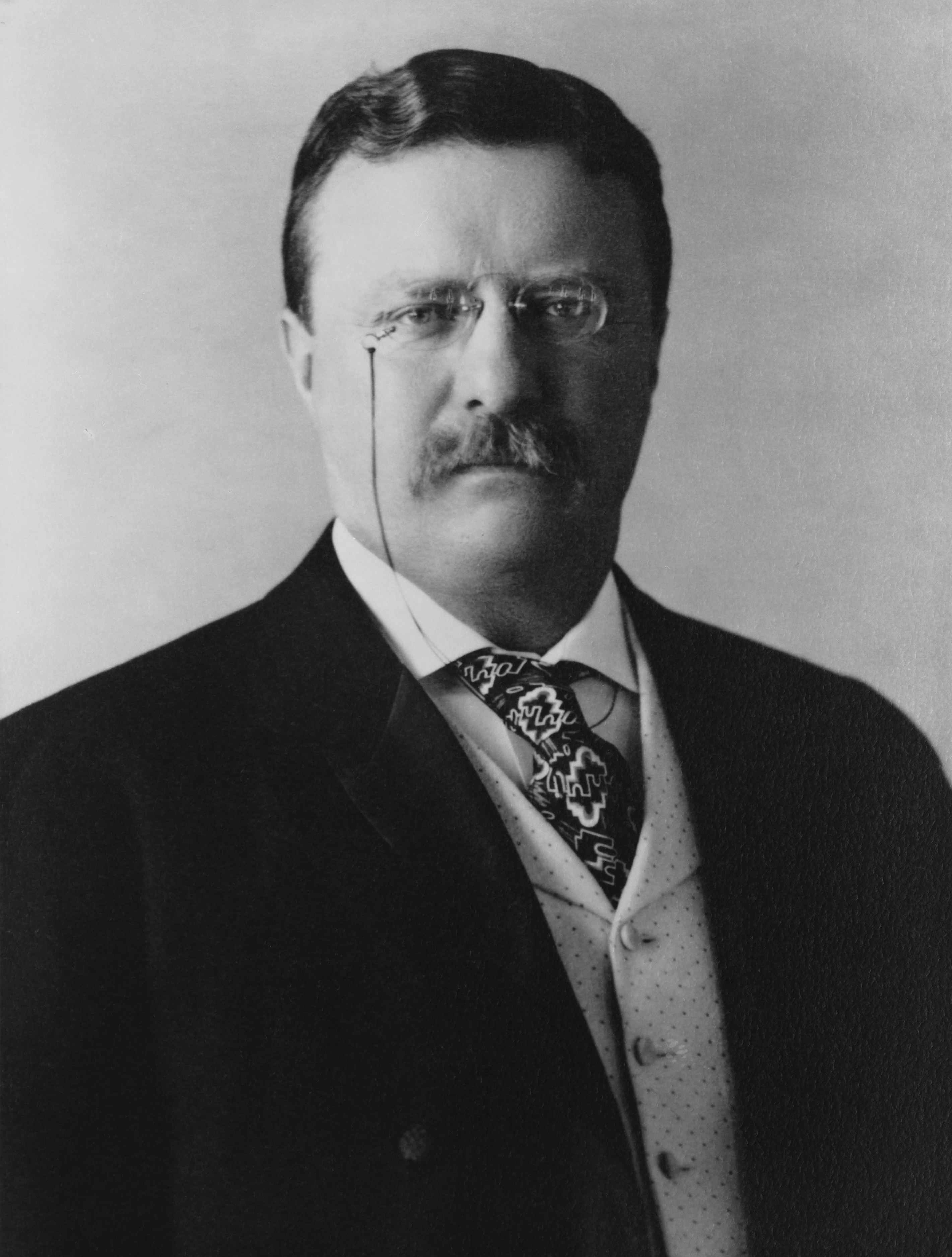
Theodore Roosevelt, 1904

Die Initiative zur Zweiten Haager Friedenskonferenz ging 1903 von einer Petition der Amerikanischen Friedensgesellschaft aus. Der Petition folgte eine Resolution des Senats und des Repräsentantenhauses des Staates Massachusetts. Diese enthielt eine Aufforderung an den US-Kongress, den amerikanischen Präsidenten zu beauftragen, die Regierungen der Welt zur Etablierung eines regelmäßig stattfindenden Kongresses zu verschiedenen Fragen des Allgemeinwohls einzuladen. Auf der Tagung der Interparlamentarischen Union 1904 in St. Louis wurde diese Idee aufgegriffen in Form einer Empfehlung, die auf der Konferenz von 1899 nicht gelösten Probleme zum Thema einer Folgekonferenz zu machen. Diese kam dann drei Jahre später auf Initiative des damaligen US-Präsidenten Theodore Roosevelt zustande, obgleich sie offiziell wieder vom russischen Zaren formal einberufen wurde. Im Gegensatz zu den Vorstellungen der Vereinigten Staaten, die im Rahmen der Konferenz erneut Verhandlungen zur Abrüstung beziehungsweise Rüstungsbegrenzung vorsahen, beschränkten sich die Vorschläge der russischen Seite auf Verbesserungen im Bereich der friedlichen Lösung von internationalen Streitfällen und des humanitären Völkerrechts.
Während der zweiten Haager Friedenskonferenz vom 15. Juni bis zum 18. Oktober 1907 wurde die Konvention „betreffend die Gesetze und Gebräuche des Landkriegs“ nur geringfügig überarbeitet. Siebzehn Vertragsparteien der Fassung von 1899 – Argentinien, Bulgarien, Chile, Kolumbien, Ecuador, Griechenland, Italien, Korea, Montenegro, das Osmanische Reich, Paraguay, Persien, Peru, Serbien, Spanien, Uruguay und Venezuela – unterzeichneten die überarbeitete Version allerdings nicht. Das Deutsche Reich und Österreich-Ungarn zählten, wie die Schweiz, Frankreich, Großbritannien, Russland und die USA am 18. Oktober 1907 zu den Unterzeichnerstaaten. Für das Deutsche Reich und Österreich-Ungarn trat das Abkommen am 26. Januar 1910 in Kraft, für die Schweiz am 11. Juli 1910.

### Die Weiterentwicklung nach 1907
Die Haager Landkriegsordnung blieb in der 1907 beschlossenen Fassung unverändert. Die Mehrzahl der Vertragsparteien trat ihr bereits vor dem Ersten Weltkrieg bei. Zwischen den beiden Weltkriegen wurden nur noch Finnland (1918), Polen (1925) und Äthiopien (1935) Vertragspartei, nach dem Zweiten Weltkrieg noch die Dominikanische Republik (1958), Belarus (1962), die Fidschi-Inseln (1973) und Südafrika (1978). Neben Finnland, Äthiopien, und Polen zählt noch Liberia (1914) zu den Ländern, die als Vertragspartei der Fassung von 1907 nicht der Fassung von 1899 beigetreten waren. Hauptgrund für die zögerliche Akzeptanz in der Zwischenkriegszeit und nach dem Zweiten Weltkrieg war die Tatsache, dass sich die Bestimmungen der Haager Landkriegsordnung in beiden Weltkriegen als äußerst unzulänglich erwiesen. Dies galt während des Ersten Weltkrieges insbesondere für das Schicksal der Kriegsgefangenen, während im Zweiten Weltkrieg vor allem die Zivilbevölkerung unter der rücksichtslosen Kriegführung zu leiden hatte. Darüber hinaus schränkte die sogenannte Allbeteiligungsklausel, welche die Gültigkeit der Haager Landkriegsordnung regulierte, deren Akzeptanz bei den kriegführenden Mächten deutlich ein.
Aufgrund der genannten Unzulänglichkeiten wurde eine Reihe der in der Haager Landkriegsordnung enthaltenen Bestimmungen in neu abgeschlossenen Abkommen oder in überarbeiteten Fassungen der Genfer Konventionen erweitert und präzisiert. Vom 11. Dezember 1922 bis zum 6. Februar 1923 diskutierte eine international besetzte Juristenkommission aus 52 Sachverständigen über die völkerrechtliche Regelung der seit dem Ersten Weltkrieg relevanten Gebiete des Fernmeldewesens und des Luftkrieges. Ein 62 Artikel umfassender Entwurf zum Luftkriegsrecht („Haager Luftkriegsregeln“) erlangte mangels Ratifizierungen jedoch keine Rechtskraft. Keine der adressierten Regierungen folgte der Empfehlung, das Abkommen zu unterzeichnen. Gründe hierfür lagen wahrscheinlich in der mangelnden Bereitschaft, sich in einem entscheidenden Sektor der Verteidigung gesetzliche Grenzen setzen zu lassen, sowie der Überzeugung, dass entsprechende Inhalte bereits durch die Landkriegsordnung abgedeckt seien.
Mit dem Genfer Protokoll von 1925 wurde das in Artikel 23 der Haager Landkriegsordnung enthaltene Verbot des Gebrauchs von giftigen Substanzen explizit bekräftigt und auf bakteriologische Waffen ausgeweitet. Im Jahr 1929 wurde mit dem Genfer Abkommen über die Behandlung der Kriegsgefangenen ein separates Abkommen zur Behandlung der Kriegsgefangenen verabschiedet, das 1949 überarbeitet und erweitert wurde. Trotz dieser neuen Konvention kam der Haager Landkriegsordnung während des Zweiten Weltkrieges eine besondere Bedeutung hinsichtlich der Behandlung der Kriegsgefangenen zu. Mit der Sowjetunion und Japan waren zwei Hauptmächte des Krieges nicht der Genfer Kriegsgefangenen-Konvention von 1929 beigetreten, jedoch Vertragsparteien der Haager Landkriegsordnung.
Nach dem Zweiten Weltkrieg wurde 1949 mit dem Genfer Abkommen „über den Schutz von Zivilpersonen in Kriegszeiten“ auch für die Behandlung der Zivilpersonen durch die Besatzungsmacht für die Dauer der Okkupation ein eigenständiges Regelwerk geschaffen, das in vielen Bereichen weit über die Vorgaben der Haager Landkriegsordnung hinausgeht. Insbesondere die Einschränkung, dass die in der Haager Landkriegsordnung enthaltenen Regeln zum Umgang mit Zivilpersonen nur für eine Besatzungsmacht in einem besetzten Gebiet galten, entfiel mit dem Genfer Abkommen. Die Allbeteiligungsklausel war in den Genfer Abkommen von 1929 und 1949 nicht mehr enthalten. Wesentliche Teile aus der Haager Landkriegsordnung, die Beschränkungen hinsichtlich der Wahl der Mittel zur Kriegführung enthielten, gelangten schließlich mit dem Zusatzprotokoll I von 1977 „über den Schutz der Opfer internationaler bewaffneter Konflikte“ ebenfalls in den Rechtsrahmen der Genfer Abkommen. Der Aspekt des Schutzes von Kulturgütern in bewaffneten Konflikten, der in der Haager Landkriegsordnung lediglich in zwei Artikeln ansatzweise enthalten ist, wurde 1954 in wesentlich erweiterter Form in der Haager Konvention zum Schutz von Kulturgut bei bewaffneten Konflikten umgesetzt.
Ein wichtiger Schritt in der Entwicklung der Haager Landkriegsordnung war darüber hinaus die Akzeptanz der Gültigkeit der in ihr formulierten Prinzipien als Völkergewohnheitsrecht. Auch wenn hierfür kein exaktes Datum ausgemacht werden kann, wurde diese Rechtsauffassung erstmals 1946 in einer Entscheidung des Internationalen Militärgerichtshofs von Nürnberg explizit bestätigt. Dies bedeutet, dass die Prinzipien der Haager Landkriegsordnung auch für Staaten und nichtstaatliche Konfliktparteien bindend sind, die dem Abkommen selbst nicht beigetreten sind. Das am 17. Juli 1998 verabschiedete und am 1. Juli 2002 in Kraft getretene Rom-Statut für den Internationalen Strafgerichtshof definiert in Artikel 8 Kriegsverbrechen in internationalen Konflikten als „schwere Verletzungen der Genfer Abkommen vom 12. August 1949“ sowie „schwere Verstöße gegen die innerhalb des feststehenden Rahmens des Völkerrechts im internationalen bewaffneten Konflikt anwendbaren Gesetze und Gebräuche“. Hierzu zählen unter anderem Verletzungen von wichtigen Bestimmungen der Haager Landkriegsordnung.

## Inhalt

### Bestimmungen des Abkommens
Der Haupttext der Haager Konvention „betreffend die Gesetze und Gebräuche des Landkriegs“ umfasst in den Fassungen von 1899 und 1907 in fünf beziehungsweise neun Artikeln einige allgemeine Formulierungen und Ausführungsbestimmungen.
Bereits in der Präambel enthält die Konvention einen als Martens’sche Klausel bezeichneten Grundsatz. Dieser gibt für Situationen in bewaffneten Konflikten, die nicht ausdrücklich durch geschriebenes internationales Recht geregelt sind, die Maßstäbe Brauch, Gewissen und Menschlichkeit zur Bewertung von Handlungen und Entscheidungen vor. Diese Klausel wurde von Friedrich Fromhold Martens während der Haager Friedenskonferenz von 1899 vorgeschlagen als Kompromisslösung für die Frage der Behandlung von Zivilisten, die an Kampfhandlungen teilnehmen. Sie ist seitdem jedoch in eine Reihe von weiteren Abkommen aufgenommen worden und gilt heute als wichtiger Grundsatz des humanitären Völkerrechts.
Der Artikel 1 verpflichtet die Vertragsparteien, die in der Anlage enthaltenen Bestimmungen ihren Landheeren als Verhaltensmaßregeln zu geben. Die in Artikel 2 enthaltene und auch als Allbeteiligungsklausel bezeichnete Festlegung zur Gültigkeit besagt, dass die Bestimmungen der Konvention im Falle eines Krieges zwischen zwei oder mehr Vertragsparteien gelten und nur bindend sind, solange alle beteiligten Konfliktparteien dem Abkommen beigetreten sind. Der Kriegseintritt eines Landes, das nicht Vertragspartei der Konvention ist, setzt also deren Gültigkeit für alle beteiligten Staaten außer Kraft. Ziel der Aufnahme einer solchen Klausel war es, eine zweigeteilte Rechtslage hinsichtlich der Verpflichtungen der Konvention zu verhindern. Diese könnte entstehen durch die Beteiligung eines kleineren Landes, das nicht Vertragspartei der Konvention wäre. Basierend auf den Erfahrungen mit den Kriegen der damaligen Zeit, an denen in der Regel zwei Konfliktparteien mit nur wenigen Staaten auf beiden Seiten teilnahmen, galt eine solche Regelung als sinnvoll. Vor allem in den beiden Weltkriegen erwies sie sich jedoch als äußerst problematisch hinsichtlich der Akzeptanz der Haager Landkriegsordnung.
Der Artikel 3 beziehungsweise 5 in den Fassungen von 1899 beziehungsweise 1907 bestimmt die Niederlande zur Depositarmacht des Abkommens. In den Artikeln 5 beziehungsweise 8 sind Regelungen zur Kündigung des Abkommens durch eine Vertragspartei enthalten.

### Anlage: Ordnung der Gesetze und Gebräuche des Landkriegs

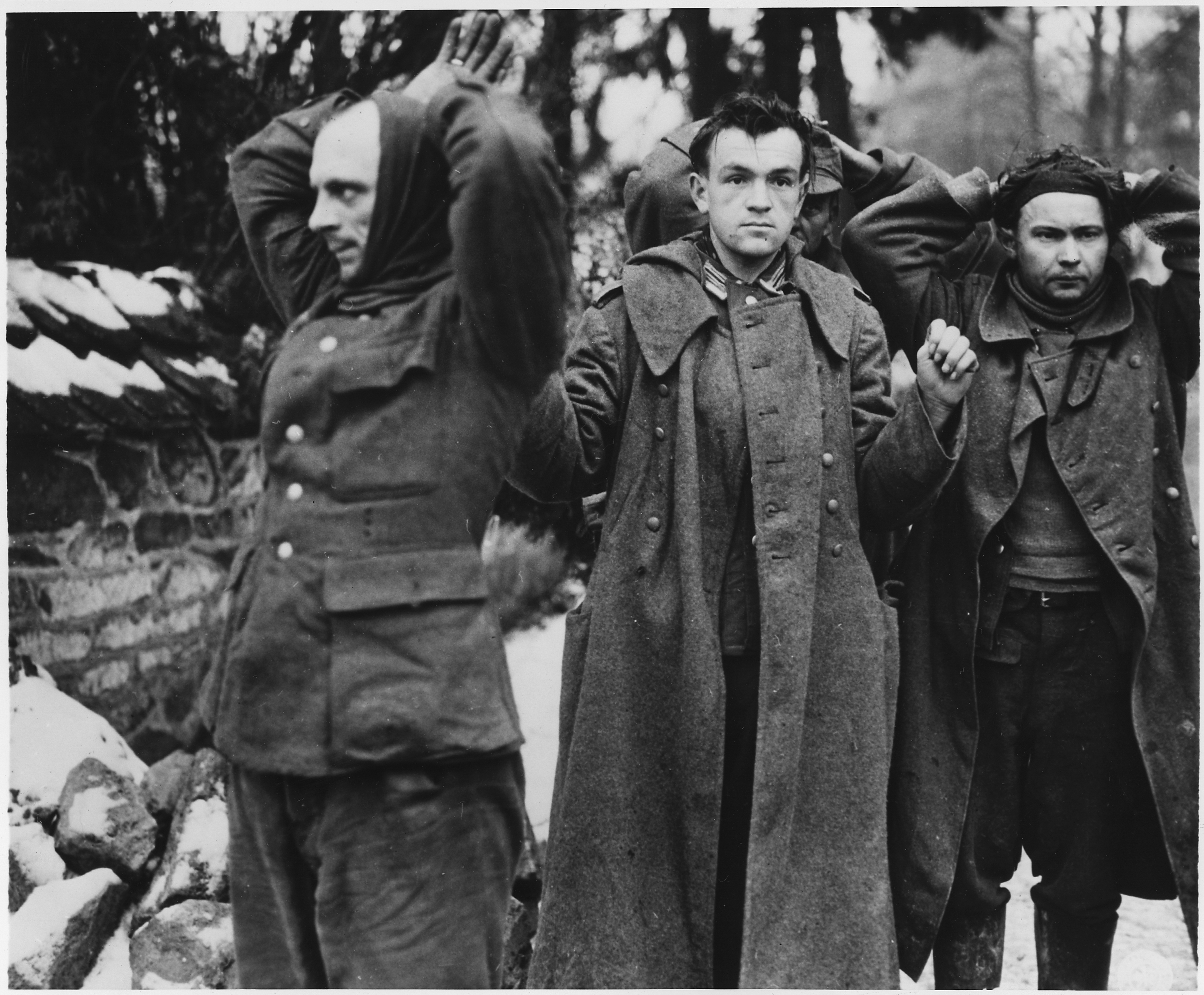
Die Haager Landkriegsordnung führte die unbedingte Verschonung sich ergebender Gegner und die angemessene Behandlung von Kriegsgefangenen als grundlegende Regeln in das humanitäre Völkerrecht ein

Die Anlage zur Haager Konvention „betreffend die Gesetze und Gebräuche des Landkriegs“ enthält in den Fassungen von 1899 und 1907 in 60 beziehungsweise 56 Artikeln die eigentlichen Festlegungen zu den Regeln und Gebräuchen des Landkrieges.
Der Artikel 1 legt die Gültigkeit der Gesetze, der Rechte und Pflichten des Krieges für die Angehörigen des Heeres, von Milizen und von Freiwilligenkorps unter den Bedingungen fest, dass (1) an ihrer Spitze jemand steht, der für seine Untergebenen verantwortlich ist, (2) sie ein festes und erkennbares Abzeichen tragen, (3) sie ihre Waffen offen führen und (4) sie die Gesetze und Gebräuche des Krieges beachten. Der Artikel enthielt somit erstmals in der Militärgeschichte eine international verbindliche Definition von Kombattanten. Im Artikel 2 wird darüber hinaus auch der Bevölkerung von nicht besetzten Gebieten der Kombattantenstatus zugestanden, sofern ihr keine Zeit geblieben ist, sich entsprechend den Vorgaben des Artikels 1 zu organisieren. Darüber hinaus müssen kriegführende Zivilpersonen die Gesetze und Gebräuche des Krieges beachten und laut der Fassung von 1907 ihre Waffen offen führen.
Die Artikel 4 bis 20 legen verschiedene Grundsätze zur Behandlung von Kriegsgefangenen fest. Diese sind entsprechend Artikel 4 menschlich zu behandeln. Kriegsgefangene dürfen zur Arbeit herangezogen werden (in der Fassung von 1907 mit Ausnahme der Offiziere). Die gefangennehmende Partei hat für den Unterhalt der Kriegsgefangenen zu sorgen (Artikel 7) und dabei die Kriegsgefangenen in Bezug auf Nahrung, Kleidung und Unterbringung wie die eigenen Truppen zu behandeln. Kriegsgefangene unterstehen den Gesetzen, Vorschriften und Befehlen des Staates, in dessen Gewalt sie sich befinden (Artikel 8). Sie können für einen misslungenen Fluchtversuch disziplinarisch bestraft werden, nicht jedoch bei erneuter Gefangennahme nach einer vorherigen erfolgreichen Flucht. Entsprechend Artikel 9 sind Kriegsgefangene verpflichtet, auf Nachfrage ihren Namen und Dienstgrad zu nennen.
Kriegskorrespondenten, Journalisten, Marketender, Lieferanten sowie andere nicht unmittelbar zum Heer gehörende Personen haben Anspruch auf eine Behandlung als Kriegsgefangene, wenn sie sich durch einen Ausweis der Militärbehörde ihres Heimatlandes entsprechend legitimieren können (Artikel 13). Jede am Konflikt beteiligte Partei ist verpflichtet, eine Auskunftsstelle über die Kriegsgefangenen einzurichten (Artikel 14). Kriegsgefangene Offiziere haben Anspruch auf Zahlung ihres Soldes (Artikel 17), und zwar in der Fassung von 1899 in einer Höhe entsprechend den Vorgaben ihres Heimatlandes, in der Fassung von 1907 analog zu den Offizieren gleichen Ranges des Landes, in dem sie gefangen gehalten werden. Die Regierung des Heimatlandes ist zur Erstattung der entsprechenden Kosten verpflichtet. Nach einem Friedensschluss sind die Kriegsgefangenen „binnen kürzester Frist“ zu entlassen (Artikel 20).
Der Artikel 21 verweist für die Behandlung von Kranken und Verwundeten auf die Genfer Konvention. Artikel 23 verbietet eine Reihe von Mitteln zur Kriegführung. Zu diesen Festlegungen zählt beispielsweise ein Verbot der Verwendung von giftigen Substanzen, ein Verbot der meuchlerischen Tötung oder Verwundung, ein Verbot der Tötung oder Verwundung eines Feindes, der sich ergeben hat, sowie ein Verbot des Befehls, kein Pardon zu geben, und ein Verbot von Waffen und Geschossen, die unnötiges Leid verursachen. Ebenso verboten sind der Missbrauch der Parlamentärsflagge, der Nationalflagge und Uniformen des Gegners sowie der Schutzzeichen der Genfer Konvention. Die Fassung von 1907 enthält darüber hinaus ein Verbot, Angehörige der Gegenpartei zu Kriegshandlungen gegen ihr eigenes Land zu zwingen.
Unverteidigte Städte, Dörfer, Wohnungen oder Gebäude dürfen nicht angegriffen werden (Artikel 25). Bei Belagerungen und Angriffen sind religiöse und wissenschaftliche Einrichtungen sowie Gebäude, die der Kunst oder der Wohltätigkeit dienen, ebenso wie historische Denkmäler und Krankenhäuser, so weit wie möglich zu schonen (Artikel 27). Die Belagerten sind verpflichtet, solche Einrichtungen entsprechend zu kennzeichnen. Städte und Siedlungen dürfen nicht geplündert werden (Artikel 28). Die Artikel 29 bis 31 regeln den Umgang mit Spionen, die Artikel 32 bis 34 den besonderen Status und Schutz von Parlamentären. Nähere Bestimmungen zur Kapitulation und zu einem Waffenstillstand sind in den Artikeln 35 bis 41 enthalten.
In den Artikeln 42 bis 56 sind Regelungen zum Verhalten einer Besatzungsmacht auf besetztem feindlichen Gebiet festgelegt. Ein Besatzer ist unter anderem verpflichtet, die öffentliche Ordnung und das öffentliche Leben wiederherzustellen und aufrechtzuerhalten (Artikel 43). Die Bevölkerung eines besetzten Gebietes darf nicht zu Kriegshandlungen gegen ihr eigenes Land gezwungen werden (Artikel 44 beziehungsweise 45 in den Fassungen von 1899 beziehungsweise 1907). Entsprechend Artikel 44 der Fassung von 1907 ist es darüber hinaus verboten, die Bevölkerung eines besetzten Territoriums zu Herausgabe von Informationen über das eigene Heer oder über dessen Verteidigungsmittel zu zwingen. Die Einziehung von Privateigentum ist ebenso verboten wie Plünderungen (Artikel 46 und 47). Kollektivstrafen an der Bevölkerung für die Taten Einzelner sind verboten (Artikel 50).
Die Artikel 57 bis 60 der Fassung von 1899 regeln die Behandlung von Internierten und Verwundeten durch neutrale Staaten. Sie sind in der Fassung von 1907 nicht enthalten.

## Umsetzung in der Praxis

### Ahndung von Verstößen

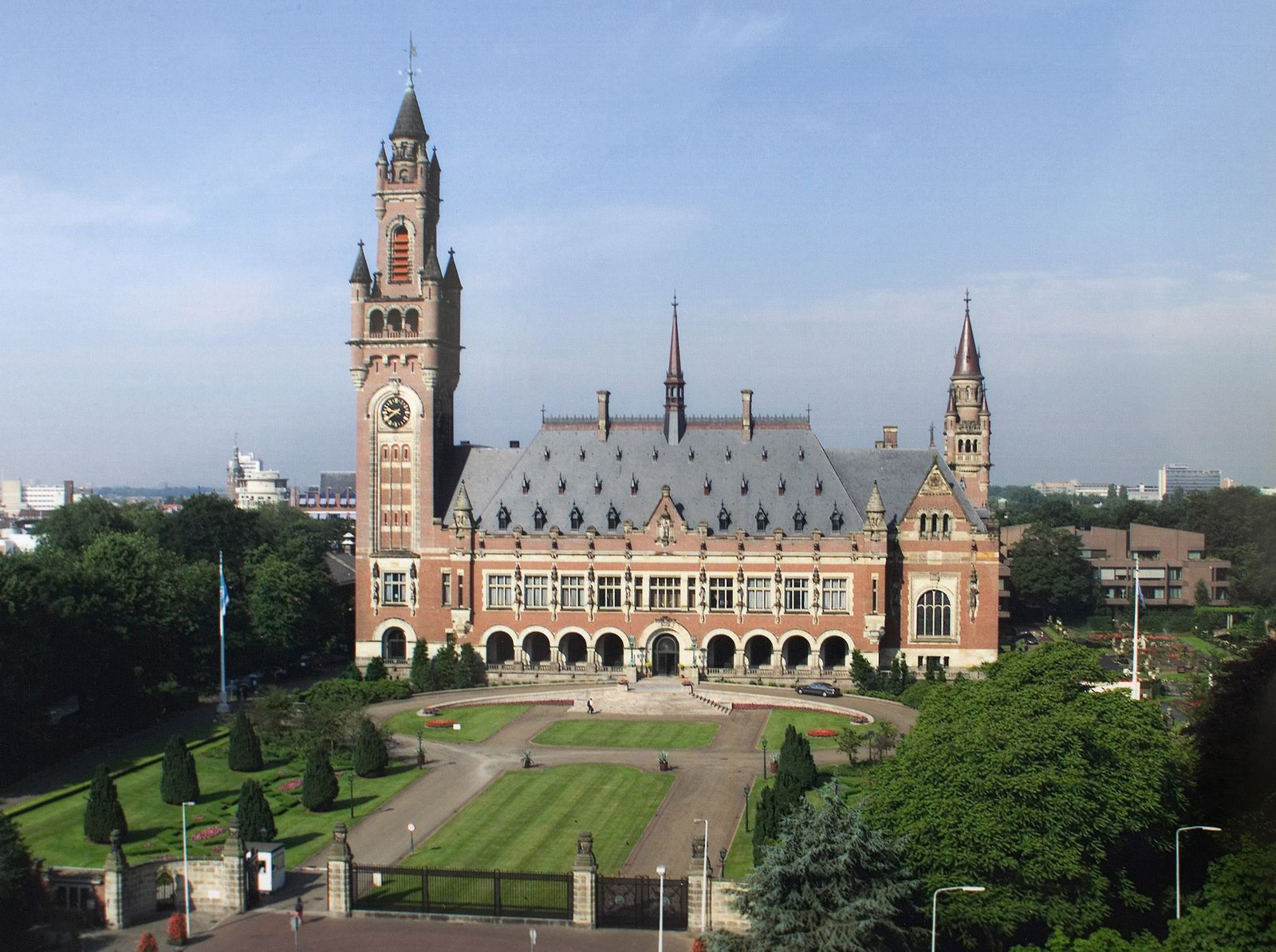
Der Friedenspalast in Den Haag, Symbol der Haager Beiträge zum Völkerrecht

Die Haager Landkriegsordnung enthält für Verstöße gegen die in ihr enthaltenen Regeln keine Festlegungen zu Sanktionen für Personen oder Personengruppen. Lediglich der Art. 3 des zugehörigen Abkommens in der Fassung von 1907 schreibt für den Fall der Verletzung durch eine Vertragspartei eine allgemein formulierte Verpflichtung zur Leistung von Schadensersatz vor. Schwerwiegende Verstöße sind in Deutschland jedoch seit dem Jahr 2002 auf der Basis des Völkerstrafgesetzbuchs strafbar, insbesondere durch die § 9 bis § 12 VStGB. In der Schweiz sind entsprechende Regelungen im 1927 verabschiedeten Militärstrafgesetz, derzeit in der Fassung von 2004, enthalten. In Österreich bilden Art. 9 des Bundes-Verfassungsgesetzes sowie § 64 Strafgesetzbuch die rechtliche Grundlage für die Strafbarkeit von Verletzungen der Regeln der Haager Landkriegsordnung. In der DDR regelte § 93 Strafgesetzbuch vom 12. Januar 1968 die Strafbarkeit von Kriegsverbrechen und § 84 StGB einen entsprechenden Ausschluss der Verjährung.
Nach dem Ersten Weltkrieg erließ die Deutsche Nationalversammlung am 18. Dezember 1919 ein Gesetz zur Verfolgung von Kriegsverbrechen und Kriegsvergehen zur Verfolgung von Straftaten, „die ein Deutscher im In- und Ausland während des Krieges bis zum 28. Juni 1919 gegen feindliche Staatsangehörige oder feindliches Vermögen begangen hat“. Für insgesamt rund 900 Personen, die von Seiten der Alliierten eines Kriegsverbrechens beschuldigt wurden, verpflichtete sich die Reichsregierung, diese statt einer Auslieferung selbst vor Gericht zu stellen. Insgesamt wurde bis 1927 in rund 1.500 Fällen ein Ermittlungsverfahren eingeleitet. Zu Gerichtsverfahren vor dem Reichsgericht in Leipzig kam es jedoch in lediglich 17 Fällen, davon endeten zehn mit einer Verurteilung und sieben mit einem Freispruch. Die höchste ausgesprochene Strafe von fünf Jahren gab es für eine Verurteilung wegen Plünderung. Ein Fall, in dem es um die Erschießung gefangengenommener französischer Soldaten ging, endete mit einer Verurteilung eines Majors wegen fahrlässiger Tötung zu einer Freiheitsstrafe von zwei Jahren. Für Körperverletzung beziehungsweise schwere Körperverletzung gab es Urteile zwischen sechs und zehn Monaten. Die Bilanz der Leipziger Prozesse wird im Allgemeinen als Scheitern einer effektiven Strafverfolgung von Kriegsverbrechen nach dem Ersten Weltkrieg angesehen. Den Einsatz von chemischen Kampfstoffen zur Gaskriegsführung rechtfertigten die Konfliktparteien durch entsprechende Interpretationen der in Art. 23 der Haager Landkriegsordnung enthaltenen Verbote. So würde das Verbot von giftigen Substanzen in Art. 23a nach dieser Sichtweise nicht für Geschosse gelten, die Gift freisetzten, sondern nur für das Vergiften beispielsweise von Wasser, Lebensmitteln oder Böden. Dem in Art. 23e formulierten Verbot von Waffen, Geschossen oder Stoffen, die unnötige Leiden verursachen, wurde die Notwendigkeit chemischer Kampfstoffe zur Erlangung von potentiellen militärischen Vorteilen entgegengehalten.

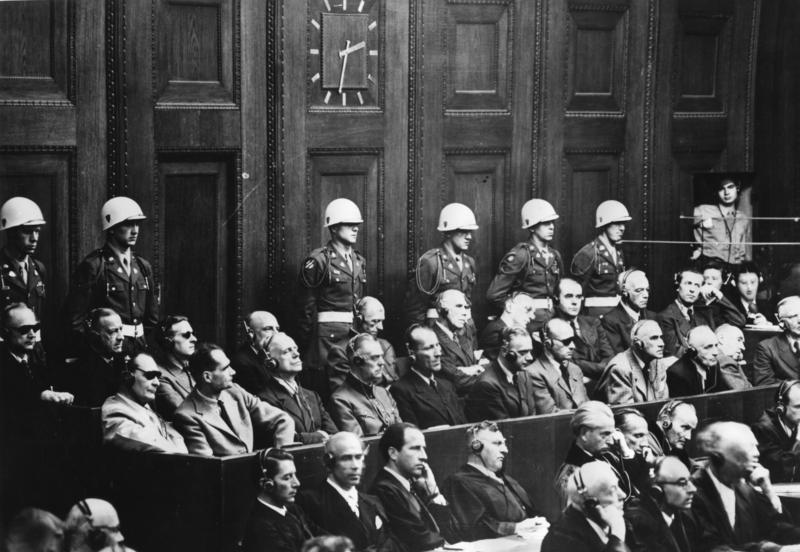
Die Angeklagten im Nürnberger Prozess, 1945

Rechtsgrundlage einer Verurteilung von Verstößen im Rahmen des Zweiten Weltkrieges bildete vor allem das am 8. August 1945 beschlossene Londoner Statut des Internationalen Militärgerichtshofs von Nürnberg. Dieses definierte in Art. 6 Kriegsverbrechen als Verletzungen der Gesetze und Gebräuche des Krieges und nannte unter anderem die Ermordung oder Misshandlung von Zivilisten und ihre Deportation zur Zwangsarbeit, die Ermordung und Misshandlung von Kriegsgefangenen, die Tötung von Geiseln, Plünderung von gemeinnützigem und privatem Eigentum und Maßnahmen, die nicht durch die militärische Notwendigkeit gerechtfertigt waren. Im Gegensatz zu den Leipziger Prozessen nach dem Ersten Weltkrieg diente der Internationale Militärgerichtshof von Nürnberg vor allem der Verfolgung ranghoher Verantwortlicher aus Politik, Militär und Wirtschaft. Im Nürnberger Prozess gegen die Hauptkriegsverbrecher, als dem ersten und wichtigsten der Nürnberger Prozesse, wurden von den 24 Angeklagten insgesamt 16 im Anklagepunkt Kriegsverbrechen schuldig gesprochen. In allen diesen Fällen erfolgte jedoch der Schuldspruch in Einheit mit anderen Anklagepunkten wie Verbrechen gegen den Frieden oder Verbrechen gegen die Menschlichkeit. Keiner der Angeklagten wurde allein wegen Kriegsverbrechen angeklagt oder entsprechend nur in diesem Punkt verurteilt. Das Gesamtstrafmaß lag in den betreffenden Fällen zwischen Todesurteilen und Freiheitsstrafen von 15 beziehungsweise 20 Jahren, für Rudolf Heß jedoch lebenslänglich, die auch vollstreckt wurde. Eine genaue Gewichtung entsprechend den einzelnen Anklagepunkten ist jedoch nur schwer möglich.

### Internationale Akzeptanz und beteiligte Organisationen
Der Internationale Strafgerichtshof mit Sitz in Den Haag hat durch das Inkrafttreten des Rom-Statuts als seiner völkerrechtlichen Grundlage seit dem 1. Juli 2002 unter bestimmten Umständen die Möglichkeit, Kriegsverbrechen strafrechtlich zu verfolgen. Der Art. 8 des Rom-Statutes enthält in der Definition von Kriegsverbrechen auch entsprechende Bezüge auf „schwere Verstöße gegen die innerhalb des feststehenden Rahmens des Völkerrechts im internationalen bewaffneten Konflikt anwendbaren Gesetze und Gebräuche“, wozu unter anderem Verletzungen von wichtigen Bestimmungen der Haager Landkriegsordnung zählen. Der Internationale Strafgerichtshof wird aber hinsichtlich einer Strafverfolgung nur aktiv, wenn keine angemessene nationale Gerichtsbarkeit existiert oder diese nicht fähig oder willens ist, die Strafverfolgung für die betreffenden Straftaten selbst auszuüben. Aus verschiedenen Gründen wird der Internationale Strafgerichtshof jedoch von einer Reihe von Ländern nicht anerkannt. Hierzu zählen unter anderem die USA, Russland, die Volksrepublik China, Indien, Pakistan und Israel.

### Beziehungen zu den Genfer Konventionen

Das Emblem des Internationalen Komitees vom Roten Kreuz, Symbol der Genfer Traditionen des humanitären Völkerrechts

Innerhalb des humanitären Völkerrechts entwickelte sich neben dem Haager Recht, dessen zentrale Komponente die Haager Landkriegsordnung ist, noch das in den Genfer Konventionen formulierte Genfer Recht. Dieses regelt, ausgehend von seinen historischen Ursprüngen, vor allem den Umgang mit den sogenannten Nichtkombattanten, also Personen, die im Fall eines bewaffneten Konflikts nicht an den Kampfhandlungen beteiligt sind. Dabei handelt es sich um verwundete, erkrankte und gefangengenommene Soldaten sowie Zivilpersonen. Demgegenüber enthält das Haager Recht überwiegend Festlegungen zu zulässigen Mitteln und Methoden der Kriegführung und damit vor allem Regeln für den Umgang mit den an den Kampfhandlungen beteiligten Personen, den Kombattanten. Wesentliche Teile des Haager Rechts sind jedoch im Rahmen der Weiterentwicklung des humanitären Völkerrechts in das Genfer Recht integriert worden. Darüber hinaus war die Trennung dieser beiden Bereiche in Bezug auf die Behandlung von Kombattanten und Nichtkombattanten von Beginn an nicht strikt und konsistent.
Die Genfer Abkommen III und IV legen in den Artikeln 135 beziehungsweise 154 fest, dass die in ihnen enthaltenen Regeln die entsprechenden Abschnitte der Haager Landkriegsordnung ergänzen sollen. Eine analoge Festlegung war auch in Artikel 89 der Genfer Kriegsgefangenen-Konvention von 1929 enthalten. Wie dies im Einzelfall anhand von allgemein gültigen Auslegungsgrundsätzen wie lex posterior derogat legi priori („das spätere Gesetz geht dem früheren vor“) und lex specialis derogat legi generali („die Spezialnorm geht dem allgemeinen Gesetz vor“) zu erfolgen hätte, bleibt jedoch offen.

### Deutschsprachige Bücher
- Deutsches Rotes Kreuz (Hrsg.): Die Genfer Rotkreuz-Abkommen vom 12. August 1949 und die beiden Zusatzprotokolle vom 10. Juni 1977 sowie das Abkommen betreffend die Gesetze und Gebräuche des Landkrieges vom 18. Oktober 1907 und Anlage (Haager Landkriegsordnung). (= Schriften des Deutschen Roten Kreuzes). 8. Auflage. Bonn 1988.
- Dieter Fleck (Hrsg.): Handbuch des humanitären Völkerrechts in bewaffneten Konflikten. Verlag C. H. Beck, München 1994, ISBN 3-406-38139-1.
- Jana Hasse, Erwin Müller, Patricia Schneider: Humanitäres Völkerrecht: politische, rechtliche und strafgerichtliche Dimensionen. Nomos-Verlagsgesellschaft, Baden-Baden 2001, ISBN 3-7890-7174-9.
- Hans-Peter Gasser: Humanitäres Völkerrecht. Eine Einführung. Nomos Verlagsgesellschaft, Baden-Baden 2007, ISBN 978-3-8329-2802-5.
- Rudolf Laun: Die Haager Landkriegsordnung. Textausgabe mit Einführung. 5. Auflage. Hannover 1950, DNB 452726530.

### Englischsprachige Bücher
- Geoffrey Best: Humanity in Warfare: The Modern History of the International Law of Armed Conflicts. Columbia University Press, New York 1980, ISBN 0-231-05158-1.
- Dietrich Schindler, Jiří Toman (Hrsg.): The laws of armed conflicts: a collection of conventions, resolutions, and other documents. Sijthoff & Noordhoff International Publishers, Alphen aan den Rijn 1984, ISBN 90-286-0199-6.
- Frédéric de Mulinen: Handbook on the Law of War for Armed Forces. IKRK, Genf 1987, ISBN 2-88145-009-1.
- Michael Reisman: The Laws of War: A Comprehensive Collection of Primary Documents on International Laws Governing Armed Conflict. Vintage Books / Random House, New York 1994, ISBN 0-679-73712-X.
- Adam Roberts, Richard Guelff: Documents on the Laws of War. 3. Auflage. Oxford University Press, Oxford / New York 2000, ISBN 0-19-876390-5.
- Frits Kalshoven, Liesbeth Zegveld: Constraints on the waging of war: an introduction to international humanitarian law. 3. Auflage. IKRK, Genf 2001, ISBN 2-88145-115-2.
- International Committee of the Red Cross (Hrsg.): Rules of international humanitarian law and other rules relating to the conduct of hostilities. Collection of treaties and other instruments. IKRK, Genf 2005, ISBN 2-88145-014-8.

### Artikel
- Karma Nabulsi: The Modern Laws of War from 1874 to 1949. In: Traditions of War. Occupation, Resistance and The Law. Oxford University Press, Oxford / New York 1999, ISBN 0-19-829407-7, S. 4–19.